# Klamath (Schiff)

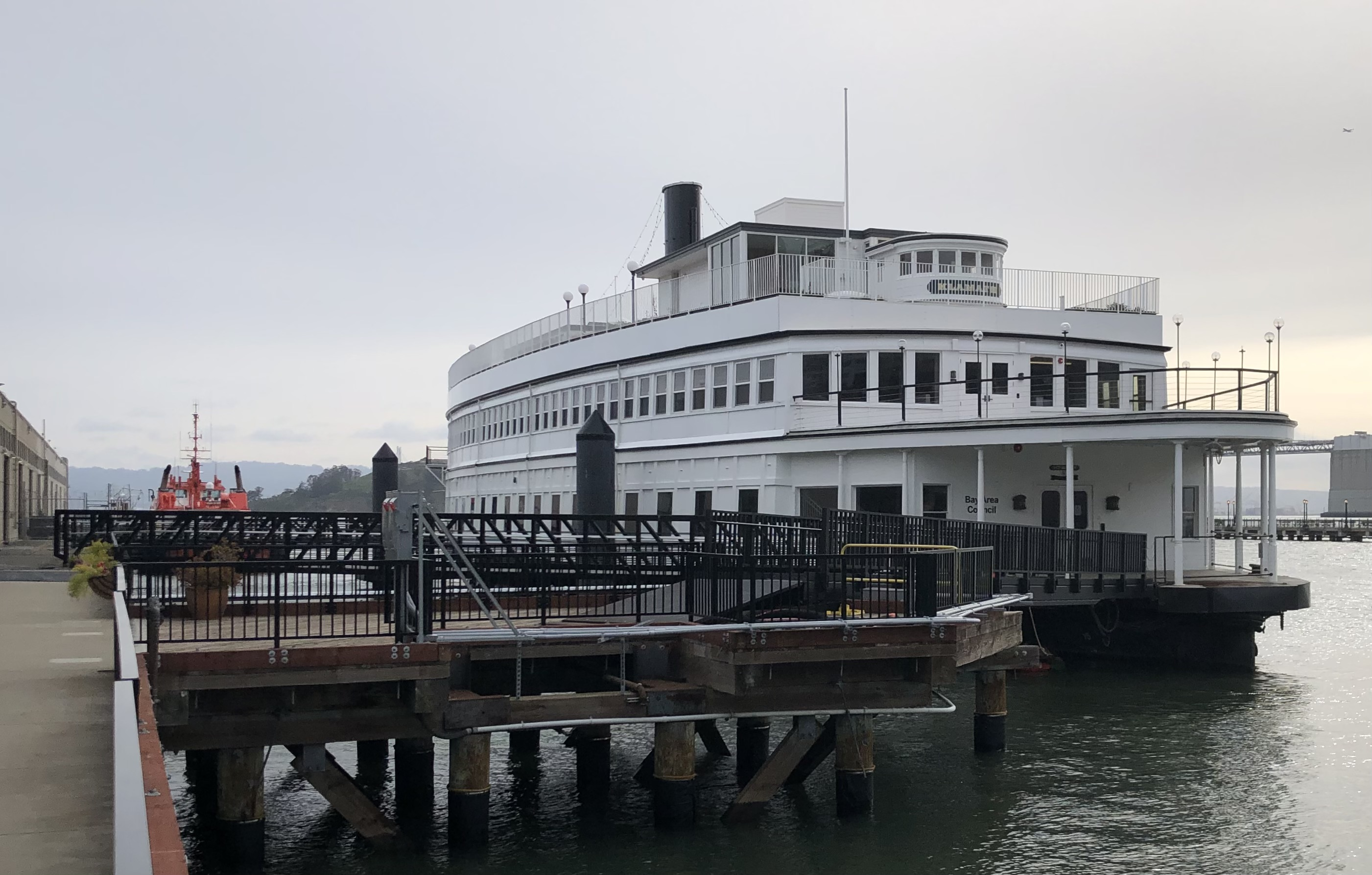
Klamath, 2023

Die Klamath ist eine ehemalige Fähre in San Francisco, Kalifornien. Sie dient heute als Veranstaltungs- und Gewerbezentrum.

## Lage
Der gewöhnliche Liegeplatz des Schiffes befindet sich am Pier 9 im Hafen von San Francisco.

## Geschichte
Die Klamath gehörte zu den Fährschiffen, die in der ersten Hälfte des 20. Jahrhunderts den Fährverkehr in der Bucht von San Francisco bewältigten, und ist eines der wenigen erhaltenen Fährschiffe aus dieser Zeit. Vor dem Bau der großen nach San Francisco führenden Brücken und Autobahnen trugen die Fähren die Hauptlast des Verkehrs der Region.

Stapellauf 1924

Kurz nach der Indienststellung im Januar 1925

Gebaut wurde sie 1924 in San Francisco durch die Bethlehem Shipbuilding Corporation. Sie erhielt eine 1400-PS-Dampfmaschine, die zwei gusseiserne Schiffsschrauben, jeweils eine an jedem Ende, mit einem Durchmesser von etwa drei Metern antrieb. Die Fähre ist etwa 75 Meter lang und 20 Meter breit, die Innen- und Außenflächen betragen etwa 3440 m². Sie konnte 1000 Passagiere und 78 Autos transportieren und gehörte zu den größten Fähren der Region. Der Stapellauf des Schiffs fand am 27. Dezember 1924 statt.
Zunächst fuhr die Fähre von 1925 bis 1929 für die „Southern Pacific autoroute“ zwischen dem Ferry Building in San Francisco und Oakland/Alameda. Es folgte für neun Jahre ein Einsatz für die „Southern Pacific Golden Gate Ferries“ zwischen dem Hyde Pier in San Francisco und Sausalito. Ab 1938 transportierte sie dann Autos und Passagiere für die „Richmond-San Rafael Company“ zwischen San Rafael und Richmond.
Am 22. Juli 1944 kollidierte die Klamath mit einem U-Boot der United States Navy. Roy Davenport, der Kapitän des U-Boots, berichtete, dass der Kapitän der Klamath seinen Posten verlassen hatte, so dass es zur Kollision gekommen wäre.
Mit der Fertigstellung der maßgeblich auch vom Bay Area Council, dem heutigen Eigentümer des Schiffs, vorangetriebenen Richmond–San Rafael Bridge wurde die Fähre in den 1950er Jahren außer Dienst gestellt. Die letzte Fährfahrt erfolgte am 21. September 1956, dem Tag vor Eröffnung der Brücke. Die Klamath war die letzte große im Einsatz befindliche Fähre in der Region.

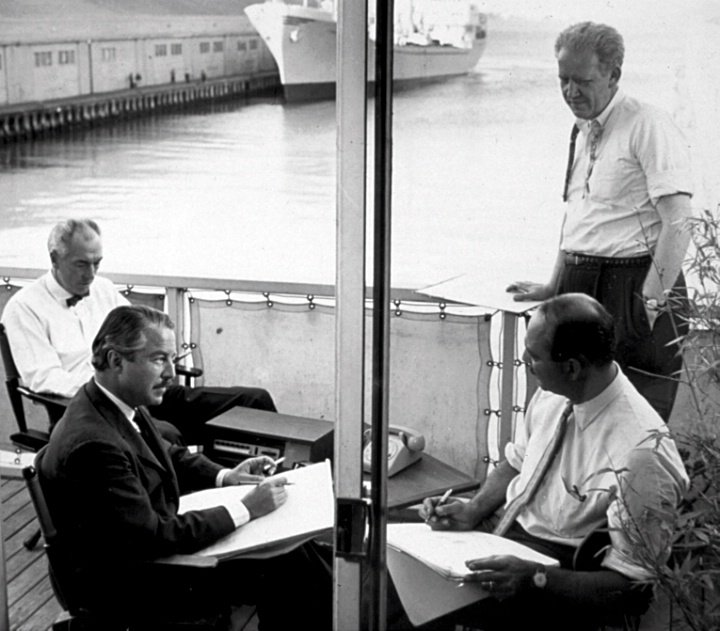
Walter Landor an Bord der Klamath

Walter Landor fand die ausgemusterte Klamath im Hafen von Redwood City und erwarb sie für 12.000 US-Dollar. Er machte sie zum Sitz seines im Design-Bereich tätigen Unternehmens Landor and Associates. An Bord wurde ein kleiner Supermarkt eingerichtet, um die Wirkung von Produktdesigns in einem solchen Umfeld testen zu können. Von 1964 bis 1987 wurde das Schiff am Pier 5 in San Francisco zu einem gesellschaftlichen Anziehungspunkt und Veranstaltungsort vielbeachteter Partys. Prominente wie Marshall McLuhan, George C. Scott, Andy Warhol und Grateful Dead waren Gäste auf der Klamath. Der Autor Tom Wolfe bezeichnete es als „Flaggschiff des Designs“. Die Klamath diente auch als Firmenlogo des Unternehmens.

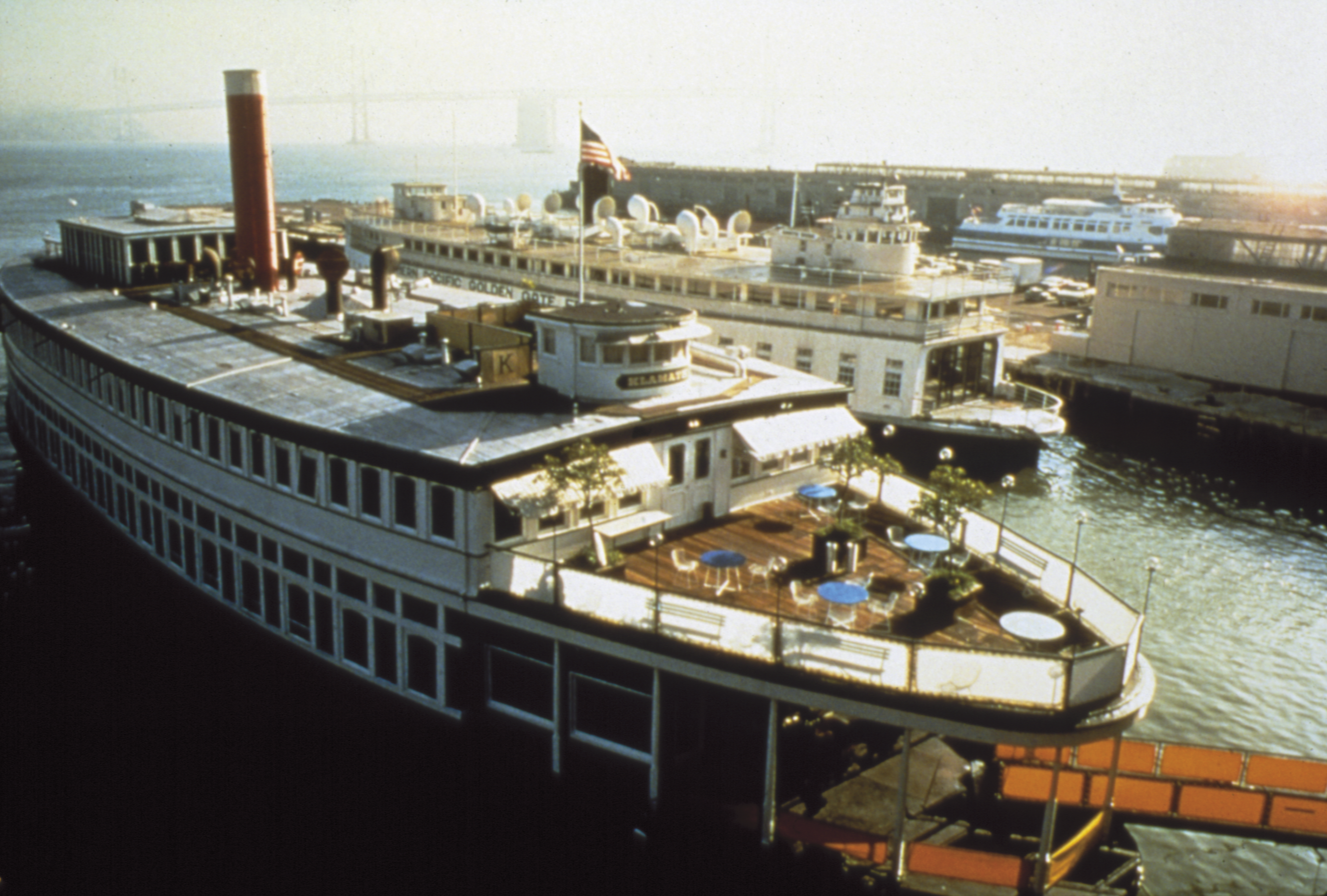
Die Klamath als Sitz von Landor.

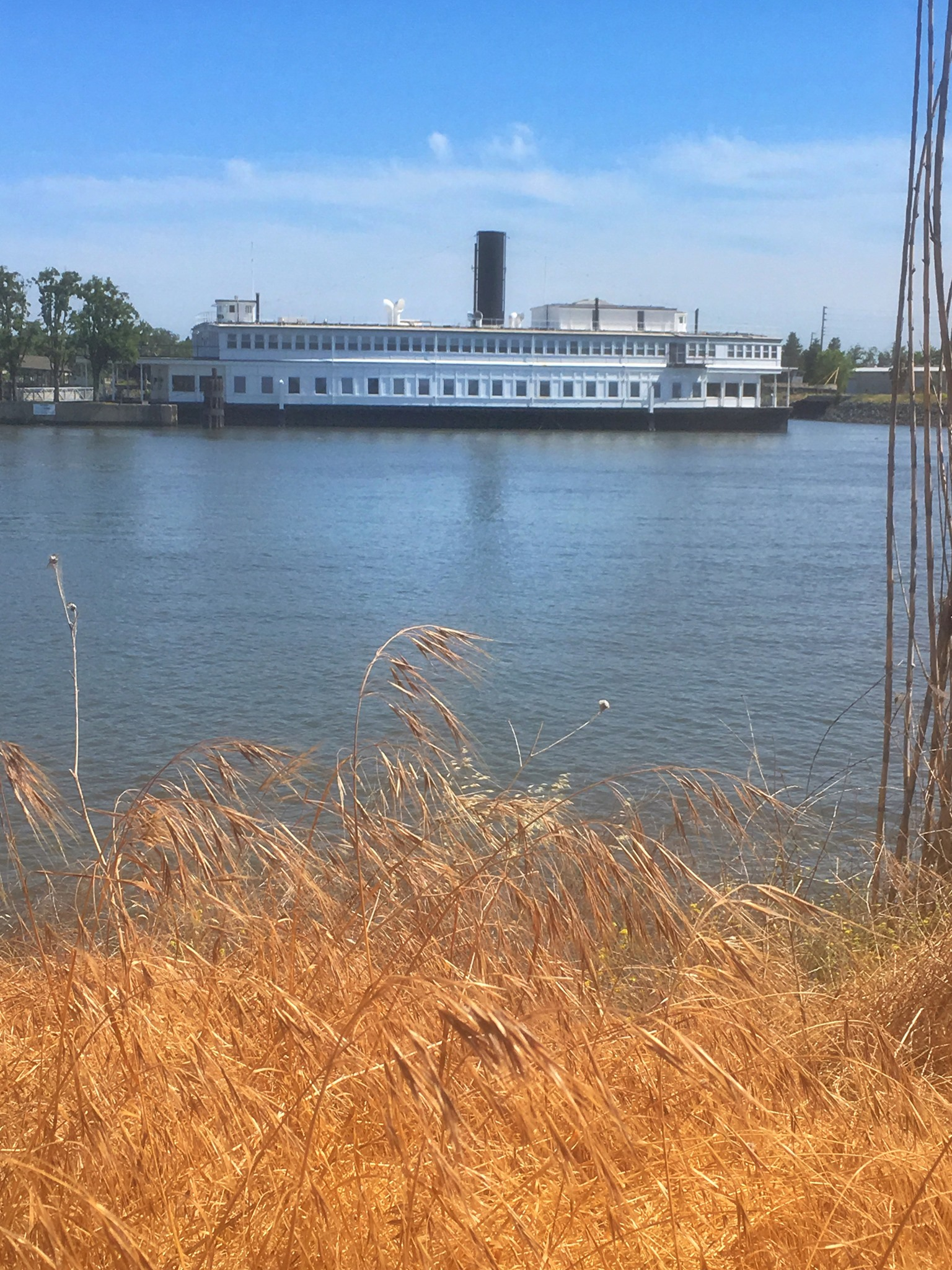
2017 in Stockton

Die Klamath lag dann 30 Jahre als Firmensitz des Herstellers von Feuerholz Duraflame im Hafen Stockton. Auch dort wurde sie zu einem kulturellen Treffpunkt. Sie stand dann zum Verkauf, blieb jedoch zunächst ohne Interessenten. Anfang Februar 2020 begann der Bay Area Council mit dem Projekt zum Erwerb, Restaurierung und Nutzbarmachung des alten Fährschiffs. Zugleich wurde damit das Ziel verfolgt, den stark steigenden Büromieten in San Francisco zu entgehen. Im Oktober 2021 kam das Schiff wieder in die Bucht von San Francisco und lag zunächst in einer Werft auf Mare Island bei Vallejo. Dort wurde sie, in Sichtweite der Brücke, die ihre Fährroute ersetzte, restauriert, modernisiert und für den neuen Verwendungszweck umgerüstet. Wesentliche Arbeiten hierbei erfolgten durch „Forell Elsesser Structural Engineers“ und „RMW Architecture & Interiors“.
Sie kam dann 2022 an ihren neuen Liegeplatz am Pier 9 in San Francisco und wird als Sitz des Bay Area Council genutzt. Sie dient als Veranstaltungsort. Außerdem werden auch Büroflächen vermietet. Zu bestimmten Zeiten ist die Klamath öffentlich zugänglich.